# 鲍里斯·佩尔加门席科夫
鲍里斯·米罗诺维奇·佩尔加门席科夫（俄语：Борис Миронович Пергаменщиков；1948年8月29日—2004年4月30日），是著名前苏联裔德国大提琴演奏家、教育家。

## 生平
佩尔加门席科夫生于列宁格勒，他的父亲也是一个大提琴家，佩尔加门席科夫的大提琴启蒙课程由其父负责教授。
佩尔加门席科夫于1974年的柴可夫斯基国际音乐比赛中夺得大提琴组第一名。1977年，他从前苏联移民至西德并于西部大城市科隆定居，任教于科隆音乐与舞蹈学院，这使得他的职业生涯得以国际化。1984年，他在纽约的首次演出获得了业界高度评价。在接下来的几年里，他以大提琴独奏家的身份与世界各大著名乐团合作演出，同时也出演一些室内乐音乐会。
1998年起，佩尔加门席科夫任教于柏林汉斯·艾斯勒音乐学院。作为音乐教育家的佩尔加门席科夫，为世界音乐舞台培养出众多优秀的大提琴演奏人才，如柏林爱乐乐团首席大提琴奥拉夫·曼宁格。
2004年4月30日，佩尔加门席科夫在柏林逝世。为纪念他的贡献，汉斯艾斯勒音乐学院设立“佩尔加门席科夫奖”，每三年举办一次大赛，以奖励优秀的年轻大提琴演奏者及室内乐团体。

## 外部連結
- 鲍里斯·佩尔加门席科夫的Discogs页面（英文）